# 武井惣左衛門
武井 惣左衛門（惣左衞門、たけい そうざえもん、1841年2月1日（天保12年1月10日）- 1919年（大正8年）4月14日）は、明治期の農業経営者、政治家。衆議院議員、千葉県望陀郡馬来田村長。

## 経歴
上総国望陀郡真里谷村（千葉県望陀郡真里谷村、馬来田村、君津郡馬来田村、富来田町を経て現木更津市真里谷）で、農業・小原桂助、かよ の長男として生まれた。漢学を修めた。養蚕、製茶業を営む。
1884年（明治17年）真里谷村戸長に就任。1887年（明治20年）真里谷村外4カ村戸長となる。1889年（明治22年）馬来田村が発足し初代町長に就任し、また同村会議員に1893年（明治26年）6月まで在任した。
1892年（明治25年）3月、立憲改進党から推されて千葉県会議員に選出され、1896年（明治29年）3月まで2期在任した。
1894年（明治27年）9月、第4回衆議院議員総選挙（千葉県第7区、立憲改進党）で落選したが、高橋与市の当選無効に伴う同選挙の補欠選挙が1896年（明治29年）10月に実施されて当選。衆議院議員に1期在任した。